# Sonntag (Autriche)
Pour les articles homonymes, voir Sonntag.

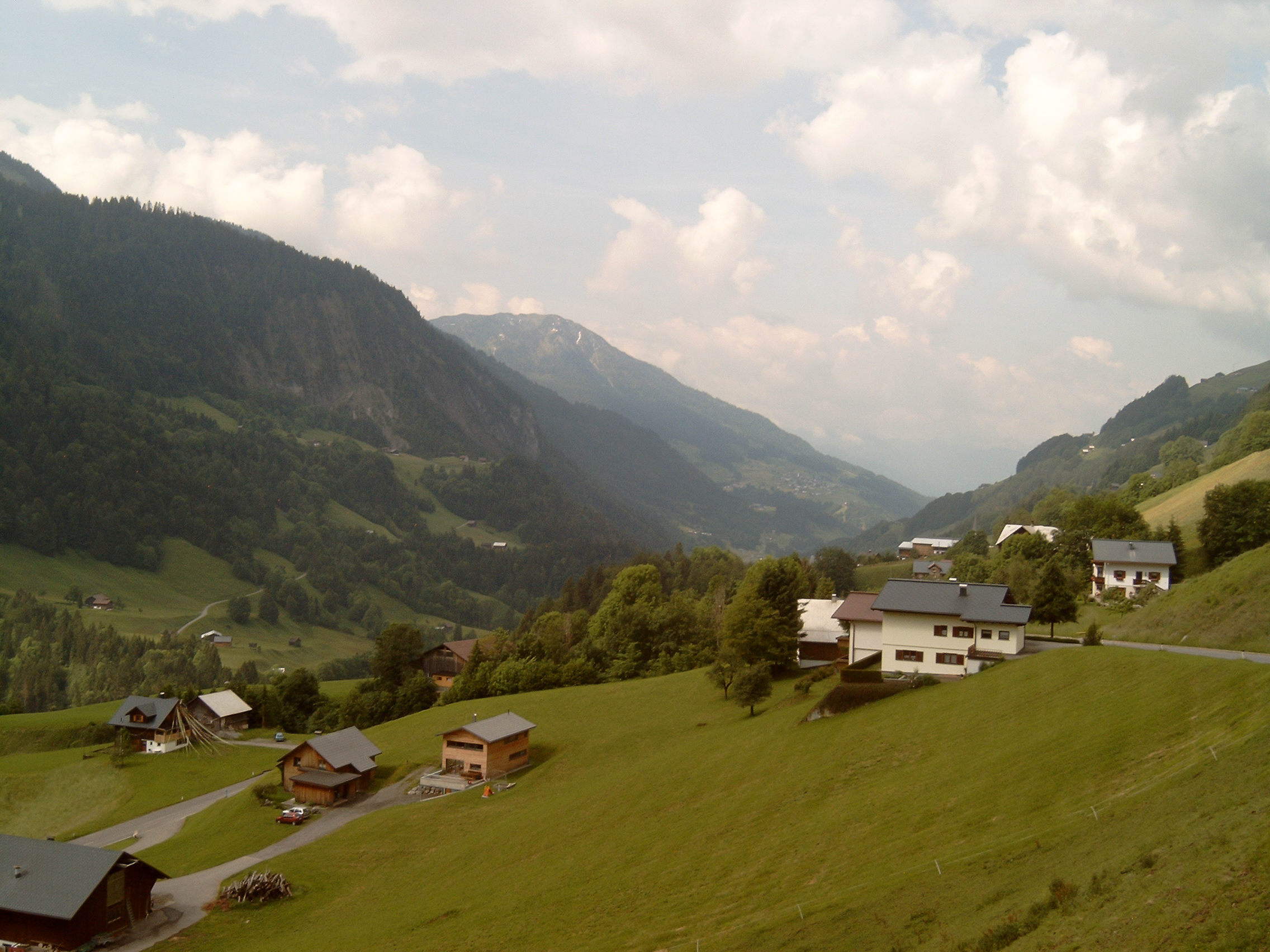
panorama entre Sonntag et Uberbuchholz

Sonntag est une commune autrichienne du district de Bludenz dans le Vorarlberg.

## Histoire
Ce petit village montagnard est connu dans l'Histoire de l'Eglise pour avoir été le théâtre des apparitions des âmes du purgatoire à la mystique Maria Simma. L'Église n'a pas encore statué sur l'authenticité des apparitions, mais en l'absence d'interdiction elles ne sont pas sérieusement contestables.